# Halfdan Hertzberg
Halfdan Hertzberg (7. februar 1857 i Kristiania – 5. juli 1890 på Nærstrand ved Stavanger) var en norsk billedhugger. 
Hertzberg blev student 1874, 
cand. med. 1880, og praktiserede derefter som 
Læge. Men hans kunstneriske Evner gjorde sig 
imidlertid stærkere og stærkere gældende. En 
Tid tænkte han paa at blive Maler og gjorde 
vældige Udkast paa Papiret, men han bestemte 
sig dog til Slut for Billedhuggerkunsten. Han 
begyndte at modellere paa egen Haand og 
vakte Opmærksomhed ved et Relief, 
»Synderinden og Christus«, som udstilledes i Kria 
Kunstforening. Paa egen Bekostning foretog 
han derpaa en kort Rejse til Rom, Paris og 
Kbhvn. I de flg. Aar udstillede han forsk. 
Arbejder, der gav gode Løfter for Fremtiden, 
som dog blev afbrudt ved en tidlig Død. Af 
disse Arbejder har hans »Plystrende Gut« 
vundet megen Popularitet ved sit elskværdige og 
friske Lune. Den findes i Afstøbning i 
Nationalgalleriet i Kria. 